# Star Comedy
 (août 2019).
Star Comedy, anciennement FX puis Fox Comedy, est une chaîne de télévision payante portugaise détenue par The Walt Disney Company Iberia, depuis son acquisition de Fox Networks Group en 2019.

## Histoire
La chaîne a été initialement lancée au Portugal en exclusivité sur ZON TV Cabo le 26 septembre 2007 avec Fox Crime dans son bouquet câble et satellite "Funtastic Life". Il a ensuite été intégré à d'autres opérateurs, le 1er octobre 2009, c'était le tour de Meo et depuis le 21 janvier 2010, il est disponible à la position 53 d'Optimus Clix.
Sous le nom de FX, elle s'est imposée comme une chaîne alternative, unique et sophistiquée, diffusant des séries culte. L'une de ses séries les plus importantes est Dexter, qui était le visage de la chaîne lors de son lancement. D'autres séries sont sorties pour la première fois au Portugal comme Eureka, Psych et The Fellowship. Des séries destinées au grand public et certaines séries comme Deadwood, My Name Is Earl et Seven Palms of Earth ont été transférées sur la chaîne Fox.
À partir du 3 février 2014, en même temps que de nouveaux graphiques, FX a commencé à diffuser 24 heures sur 24, au format 16:9 et en HD.
Le 18 novembre 2015, FX a changé son nom pour Fox Comedy pour se consacrer exclusivement aux films et aux séries comiques.
Le 27 novembre 2023, Disney annonce que les chaînes Fox seront renommées Star le 7 février 2024 et que Fox Comedy sera renommée Star Comedy,,,.

## Logo

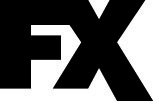
Logo de FX du 26 septembre 2007 à 2012.
Logo de FX de 2012 au 18 novembre 2015.
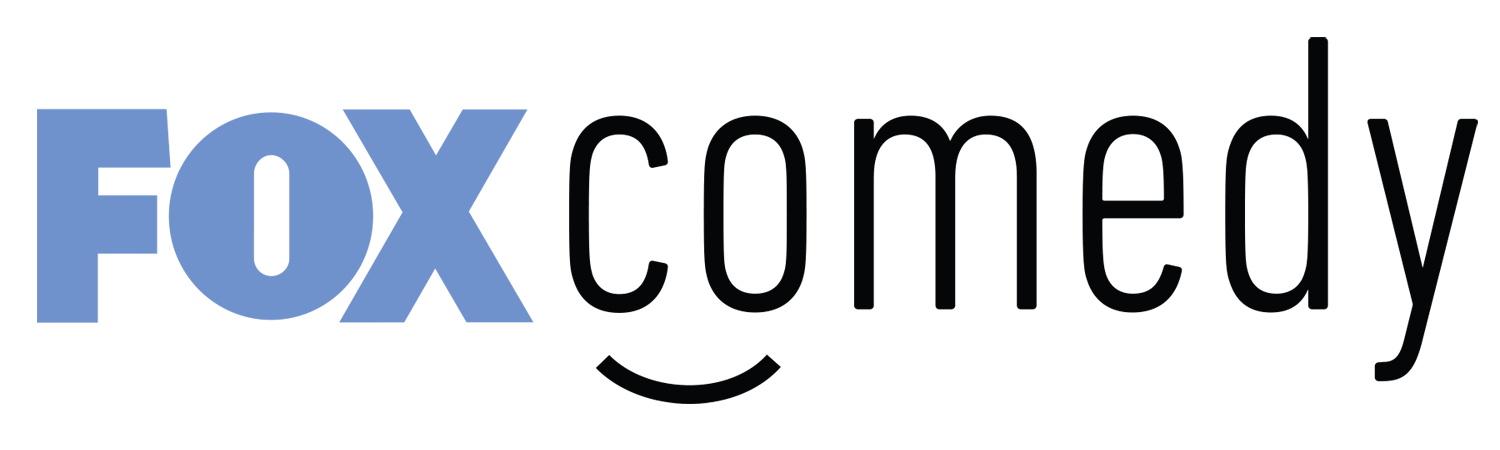
Logo de Fox Comedy à partir du 18 novembre 2015, devenu tout jaune de 2019 au 7 février 2024.